# Manuel Zamora
Manuel Zamora (Manilla, 29 maart 1870 - 9 juli 1929) was een Filipijns apotheker en chemicus. Hij werd bekend met het door hem ontwikkelde middel tegen beriberi.

## Biografie
Manuel Zamora werd geboren op 29 maart 1870 in Santa Cruz in de Filipijnse hoofdstad Manilla. Zijn ouders waren Marciano Zamora en  Martina Molo Agustin. Na het voltooiden van zijn middelbareschoolopleiding aan de Ateneo de Manila begon Zamora in 1891 aan een studie farmacie aan de University of Santo Tomas, die hij in 1896 voltooide.
In 1908 begon Zamora een apotheek met een klein laboratorium. Hier ontwikkelde hij diverse soorten medicatie. Het meeste bekend werd zijn middel Tiki-tikie tegen de ziekte Beriberi in 1909. Het bedrijf Parke & Davis uit New York bood 200.000 peso voor de rechten ervan. Dit aanbod weigerde hij echter.
Zamora was van 1901 tot 1908 docent organische chemie aan zijn alma mater. Van 1908 tot 1918 was hij universitair hoofddocent. Aansluitend was hij er van 1918 tot 1929 professor. Bij start van een farmaciefaculteit aan de Centro Escolar University in 1921 werd hij benoemd tot eerste decaan van de faculteit. Deze functie bekleedde Zamora tot aan zijn dood.
Zamora overleed in 1929 op 59-jarige leeftijd. Hij was getrouwd met Baltazara Mangali. Samen hadden Zamora en zijn vrouw twee kinderen.